# Ініга Турн-унд-Таксіс
Ініга Турн-унд-Таксіс (нім. Iniga von Thurn und Taxis), повне ім'я Ініга Анна Маргарита Вільгельміна Луїза Турн-унд-Таксіс (нім. Iniga Anna Margarete Wilhelmine Luise von Thurn und Taxis, 25 серпня 1925 — 17 вересня 2008) — принцеса Турн-унд-Таксіс, донька принца Турн-унд-Таксіс Людвіга Філіппа та люксембурзької принцеси Єлизавети, дружина принца Ебергарда Ураcького.

## Біографія
Ініга з'явилась на світ  25 серпня 1925 року, на початку «золотих двадцятих» Веймарської республіки, у замку Нідерайбах в Баварії. Вона була другою дитиною в родині принца фон Турн-унд-Таксіс Людвіга Філіпа та його дружини Єлизавети Люксембурзької. За рік до цього в сім'ї народився син Ансельм.
Батько помер, коли Інізі було сім. Брат загинув під час Другої світової на території України у Золотій Балці поблизу Кривого Рогу.. Похований у селищі Покровка.
У 1948 у 22 вона вийшла заміж за принца Ебергарда Урахського, якому вже виповнився 41 рік. Цивільна процедура взяття шлюбу пройшла 18 травня у Нідерайхбаху, релігійна церемонія освячення відбулася за два дні, 20 травня,  у Регенсбурзі. Менш, ніж за рік, у молодят народилась донька Амелія. Всього ж у подружжя було п'ятеро дітей.
У 1969 Ебергард помер. Ініга пережила його майже на сорок років і пішла з життя у досить похилому віці 17 вересня 2008. Похована поруч із чоловіком на цвинтарі місцини Ауфкірхен у комуні Берг.

## Родина
Чоловік — Ебергард Ураcький
Діти:
- Амелія (нар.1949) — пошлюблена із  Куртом-Ґільдебрандом фон Айнзіделем, має восьмеро дітей;
- Єлизавета (1952—2012)[6]
- Карл Ансельм (нар.1955) — герцог Ураський до взяття морганатичного шлюбу, був одружений із Саскією Вюстгоф, має двох синів;
- Вільгельм Альберт (нар.1957) — герцог Ураський, одружений із Карен фон Браухіч, має двох доньок і сина;
- Ініго (нар.1962) — принц Ураський, одружений із баронесою Даніель фон унд цу Бодман, має двох синів і доньку.